# Victor Dirksen
Victor Alexander Dirksen, auch Viktor Dirksen (* 31. August 1887 in Berlin; † 5. November 1955) war ein deutscher Kunsthistoriker. Er war über 33 Jahre Direktor des Städtischen Museums Wuppertal.

## Leben
Dirksen studierte Kunstgeschichte an der Universität Berlin. 1914 wurde er mit einer Dissertation über die Gemälde von Marten de Vos bei Adolph Goldschmidt promoviert. Im Jahr 1916 heiratete er Friederike Ebbinghaus, eine Tochter des Psychologen Hermann Ebbinghaus.
1919 berief ihn Direktor Gustav Pauli – als Nachfolger von Carl Georg Heise – zum Assistenten und wissenschaftlichen Mitarbeiter an die Kunsthalle Hamburg. Er edierte in Hamburg die Schriftenreihe „Kleiner Führer“, die in zahlreichen Ausgaben vertiefend in das Leben Künstler und deren Werke im Museum einführten. Einzelne Titel wurden im Zweiten Weltkrieg für die Frontsoldaten als „Eine kleine Feldbücherei“ bei Gebr. Mann neu aufgelegt.
Noch vor der Bildung der neuen Verwaltungseinheit Wuppertal wählte die Stadt Elberfeld Dirksen 1929 zum Direktor des Städtischen Museums für Kunst und Kunstgewerbe in Elberfeld, (das spätere Von der Heydt-Museum) und er setzte dort zunächst die Arbeit seines Vorgängers Friedrich Fries fort. 1931 wurde Dirksen zugleich – als Nachfolger von  Richart Reiche – Vorsitzender des Barmer Kunstvereins. Dadurch leitete er sowohl das Elberfelder Museum als auch die Barmer Ruhmeshalle, in der weiterhin Ausstellungen mit zeitgenössischer Kunst stattfanden. Unter anderem zeigte er 1932 eine erste Retrospektive des Bildhauers und Malers Georg Kolbe. 1942 stellte er in einer Ausstellung das Werk des zwei Jahre zuvor verstorbenen Wuppertaler Künstlers Carl Grossberg vor. Zwischen 1940 und 1942 kaufte Dirksen über Händler zahlreiche Werke französischer Künstler im besetzten Frankreich. Die Arbeiten unter anderem von Delacroix und Renoir wurden von den französischen Truppen 1945 wieder zurückgeführt.
Nach 1946 bemühte sich Dirksen, über den von den Nationalsozialisten mit der Verwertung beschlagnahmter Kunstwerke beauftragten Ferdinand Möller, Arbeiten von Emil Nolde, Ernst Ludwig Kirchner, Erich Heckel und Karl Schmidt-Rottluff zu kaufen, unter anderem auch ein Selbstbildnis von Kirchner, das sich zuvor im Besitz des Städelschen Kunstinstituts in Frankfurt am Main befunden hatte.  Am 21. April 1946 schlossen sich der Elberfelder Museumsverein und der Barmer Kunstverein zum Kunst- und Museumsverein (KMV) zusammen. Obwohl sich Eduard von der Heydt für die Verlängerung seines Vertrags als Museumsdirektor einsetzte, wurde Dirksen Ende 1952 in den Ruhestand versetzt. Zuletzt konzipierte er für Wuppertal eine Ausstellung der Werke Hans von Marées'. 1949 war er Mitgründer der „Arbeitsgemeinschaft westdeutscher Museen und Kunstvereine“.
Nach seiner Pensionierung führte er die Geschäfte des Kölnischen Kunstvereins. Dirksen war Verfasser zahlreicher Schriften zur Modernen und Zeitgenössischen Kunst. Von ihm stammen einige Künstlerporträts im Allgemeinen Lexikon der Bildenden Künstler von der Antike bis zur Gegenwart.

## Schriften (Auswahl)
- Caspar David Friedrich. Kunsthalle zu Hamburg, 1920 (10. Kleiner Führer).
- Das Holländische Stilleben des 17. Jahrhunderts.  Kunsthalle zu Hamburg, 1921.
- Katalog der Neueren Meister der Hamburger Kunsthalle. Kunsthalle zu Hamburg, 1922 (2. Auflage bei Lütcke & Wulff, Hamburg 1927).
- Hardorff, Hamburger Künstlerfamilie. In: Hans Vollmer (Hrsg.): Allgemeines Lexikon der Bildenden Künstler von der Antike bis zur Gegenwart. Begründet von Ulrich Thieme und Felix Becker. Band 16: Hansen–Heubach. E. A. Seemann, Leipzig 1923, S. 29–30 (biblos.pk.edu.pl).
- Mäzene und Künstler in Wuppertal. In: Die Zeit. 1. März 1952 (zeit.de).